# ترور رفیق حریری
در ۱۴ فوریهٔ ۲۰۰۵ نخست‌وزیر لبنان، رفیق حریری، با ۲۱ نفر دیگر در انفجاری در بیروتِ لبنان کشته شد. مواد منفجره معادل حدود ۱۰۰۰ کیلوگرم (۲۲۰۰ پوند) تی‌ان‌تی هنگام رانندگی اتومبیل وی در نزدیکی هتل سنت جورج منفجر شد. در میان کشته شدگان تعدادی از محافظان حریری و باسل فلیحان وزیر پیشین اقتصاد نیز بودند.
حریری یکی از سیاستمداران ضد سوریه در لبنان بود. ترور وی باعث شد جنبش انقلاب سدر، سوریه را مجبور به خروج تمام نیروهای خود در لبنان تا آوریل ۲۰۰۵ کند. همچنین سازمان ملل متحد دادگاه ویژه ای برای بررسی این قتل بنا نهاد. دادگاه ویژه به همراه تحقیقات مستقل که توسط سرتیپ لبنانی وسام الحسن انجام شد، شواهدی قانع کننده برای مسئولیت گروه لبنانی حزب‌الله در این ترور یافت.
سرانجام در ۱۸ اوت ۲۰۲۰ دادگاه لاهه برخلاف ادعاهای قبلی خود که مستقیماً حزب‌الله و سوریه را متهم به دست داشتن در این ترور می‌کرد گفت که «شاید حزب‌الله و سوریه انگیزه‌هایی در ترور نخست‌وزیر سابق لبنان رفیق الحریری داشته باشند، ولی شواهد دال بر این مسئله وجود ندارد».

## پیش زمینه
حریری و همکارانش در اپوزیسیون ضد سوریه از طرح تمدید دوره رئیس‌جمهور لبنان امیل لحود، که با عصبانیت مردمی و اقدامات مدنی که به انقلاب سدر تبدیل شده بود، ناراضی بودند. ولید جنبلاط، در ماه اوت سال ۲۰۰۴ گفت: رئیس‌جمهور سوریه، بشار اسد شخصاً در صدد تهدید حریری گفت: "اگر تو و شیراک می‌خواهید مرا از لبنان خارج کنید، من لبنان را نابود خواهم کرد. " شرح وی در گزارش فیتزجرالد در سازمان ملل نقل شده‌است، اما تأیید نشده‌است.

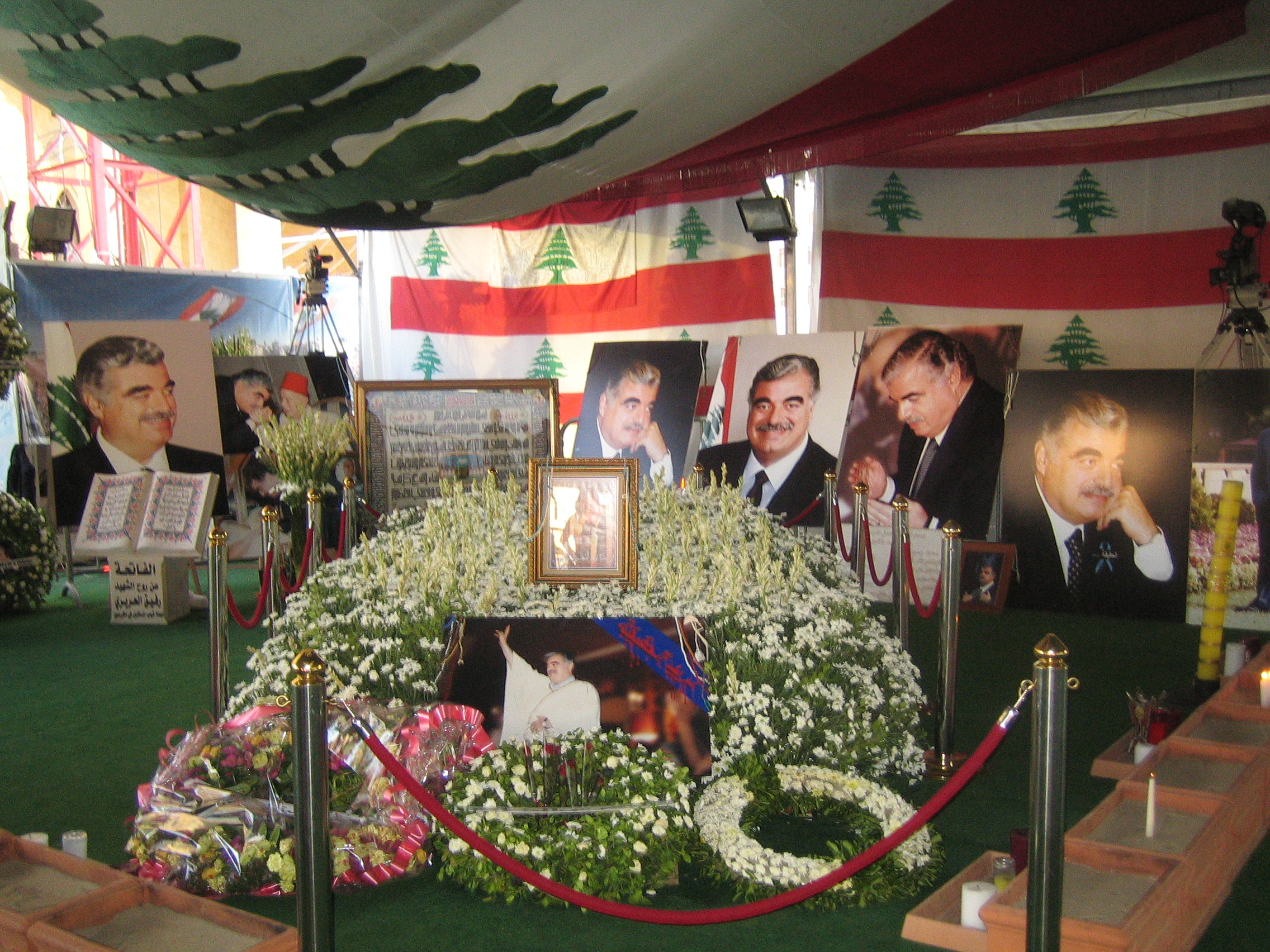
مزار رفیق حریری

براساس این گفته‌ها، حریری به اسد تعهد خود مبنی بر عدم تمدید دوره لحود را یادآوری کرد، و اسد پاسخ داد که لحود باید به عنوان نماینده شخص اسد در لبنان باشد و «مخالفت با وی برابر با مخالفت با خود اسد است».
بنا بر گفته‌ها، اسد سپس متحدان دیرینه حریری و جنبلاط را در صورت مخالفت با تمدید دوره لحود، تهدید جانی کرد. طبق این گزارش، جلسه ده دقیقه به طول انجامید و این آخرین باری بود که حریری با اسد دیدار کرد. پس از آن جلسه، حریری به هواداران خود گفت که آنها چاره‌ای جز حمایت از تداوم دوره لحود ندارند. همچنین گزارش‌هایی مبنی بر تهدیدهای دیگری از سوی مقامات امنیتی به حریری داده شده‌بود.
روزنامه‌نگار ایرلندی، لارا مارلو نیز گزارش داد که حریری به او گفته بود توسط اسد مورد تهدید قرار گرفته‌است.
رئیس‌جمهور اسد در مصاحبه با اشپیگل گفت: «من هرگز او را تهدید نکردم. هیچ افسر اطلاعاتی سوریه تاکنون اسلحه‌ای به سمت سر خود نشانه نرفته‌است.»
در ۲ سپتامبر ۲۰۰۴، سازمان قطعنامهٔ ۱۵۵۹ شورای امنیت سازمان ملل متحد  را تصویب کرد، که خواستار پایان دادن به اشغال ۲۹ ساله لبنان توسط سوریه گردید.

## ترور
صبح روز ۱۴ فوریه، حریری حدود بیست دقیقه پارلمان و سپس کافه لتوال را بازدید کرد. شش و نیم دقیقه پس از ترک کافه، یک کامیون نزدیک هتل سنت جورج در کرنیش، منفجر شد و کاروان را از بین برد.
این انفجار یک دهانه به عمق سی پا در کرنیش به جای گذاشت. در مجموع ۲۲ نفر از جمله حریری کشته و ۲۲۰ نفر دیگر زخمی شدند. ده‌ها اتومبیل آتش گرفتند، چندین ساختمان به زیر آتش کشیده شد و بسیاری دیگر منفجر شدند.
حریری به همراه محافظانی که در اثر انفجار بمب درگذشتند، در محلی در نزدیکی مسجد محمد امین به خاک سپرده شدند.
گروهی که خود را «گروه نصرا و جهاد در سوریه بزرگ» خوانده‌است، مسئولیت این انفجار را برعهده گرفتند. قبلاً نام این گروه شنیده نشده بود. نوار پخش شده توسط الجزیره یک مرد ریش دار را نشان داد که گفته می‌شود یک فلسطینی به نام احمد ابوعداس است و ادعای ارتکاب این حمله را داشت. به خانه ابوعداس حمله شد اما او از آن دوران تاکنون مفقود است. گزارش سازمان ملل در مورد این قتل حاکی از آنست که او احتمالاً خودکشی کرده، هرچند از شاهدانی نقل می‌کند که ابوعداس هیچ ارتباطی با بمب‌گذاری نداشته‌است.
گزارش سازمان ملل متحد مشخص کرد که این بمب براساس فیلمبرداری دوربین مدار بسته یک شعبه بانک HSBC در نزدیکی کاروان، در یک کامیون سفید میتسوبیشی کانتر قرار گرفته‌است. این بمب احتمالاً توسط یک بمب‌گذار انتحاری در وسیله نقلیه منفجر شده بود. بازرسان مشخص کردند که کامیون میتسوبیشی در تاریخ ۱۲ اکتبر ۲۰۰۴ از ساگامیهاارای ژاپن به سرقت رفته‌است.

## تحقیق و بررسی

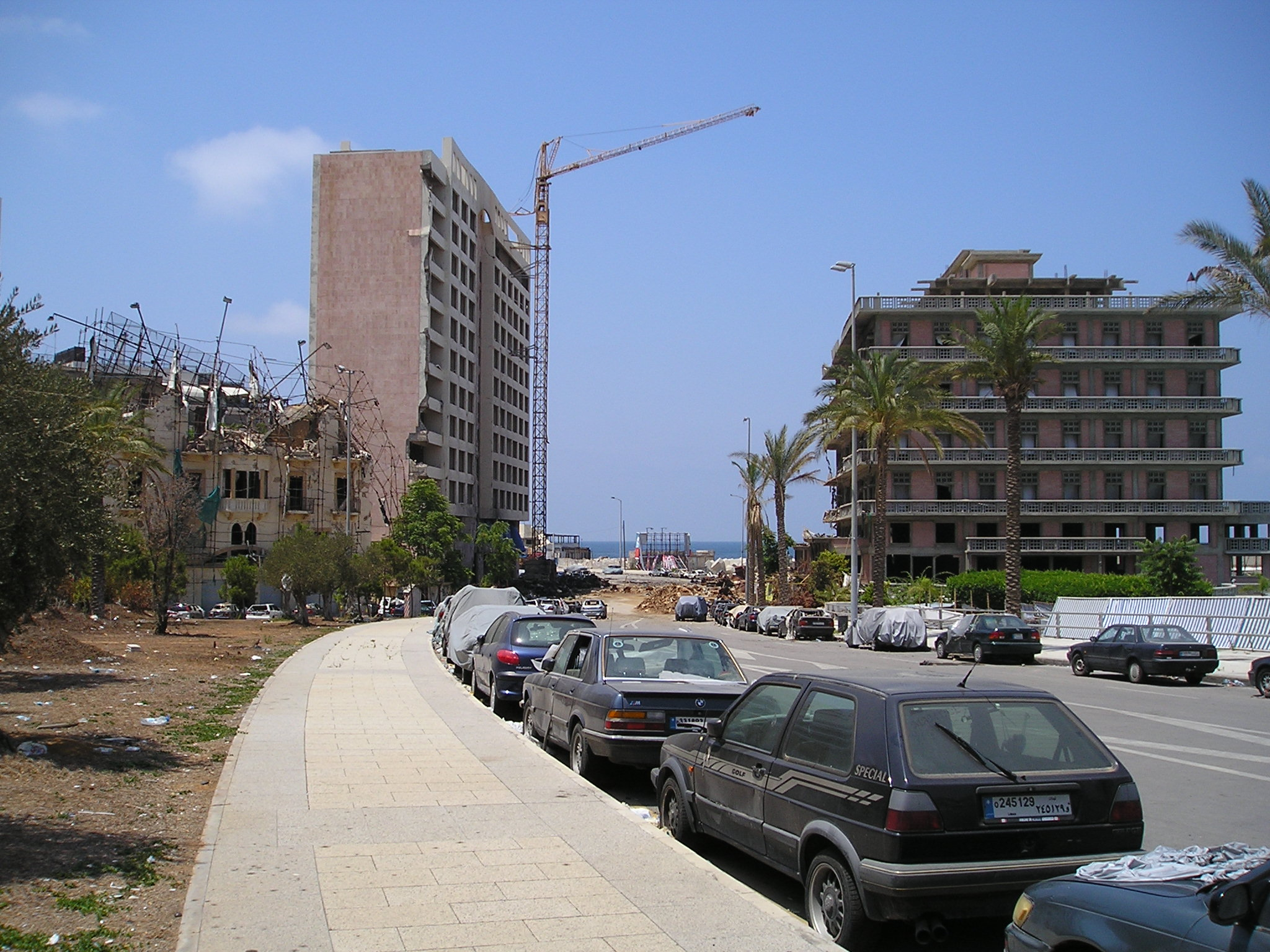
مکان ترور حریری

در ۷ آوریل ۲۰۰۵، شورای امنیت سازمان ملل متحد به اتفاق آراء قطعنامه ۱۵۹۵ را برای اعزام تیم تحقیق به منظور ترور حریری به تصویب رساند. این تیم به سرپرستی یک قاضی آلمانی یافته‌های اولیه خود را در یک گزارش در ۲۰ اکتبر ۲۰۰۵ به شورای امنیت ارائه داد.
در پی این گزارش، جورج دبلیو بوش، رئیس‌جمهور ایالات متحده خواستار تشکیل جلسه ویژه سازمان ملل برای بحث دربارهٔ واکنش بین‌المللی «در اسرع وقت برای مقابله با این موضوع بسیار جدی» شد. در همین حال، گروه تحقیق زمان بیشتری را برای تحقیق در مورد کلیه دلایل درخواست کرد. 
سیاستمداران لبنانی خواستار افزایش مدت زمان کار تیم تحقیقاتی شدند تا سوءقصد سایر چهره‌های برجسته ضد سوریه لبنان در این زمان مانند روزنامه‌نگار سمیر قصیر و جبران توینی نیز بررسی شود.
شورای امنیت سازمان ملل متحد به اتفاق آرا خواستار همکاری کامل سوریه با بازرسان سازمان ملل در این زمینه شد.
در ۳۰ اوت ۲۰۰۵، چهار ژنرال لبنانی طرفدار سوریه (که برخی از آنها تئوری دست داشتن ابوعداس در این حمله را ترویج کرده بودند) به ظن همکاری در قتل متعاقباً دستگیر شدند . آنها چهار سال بدون اتهام توسط مقامات لبنانی در بازداشت بودند و هنگامی که تحقیقات در سال ۲۰۰۹ تکمیل شد آزاد شدند. این افراد، مصطفی حمدان، رئیس سابق تیپ گارد ریاست جمهوری لبنان؛ جمیل السید، مدیرکل سابق امنیت عمومی؛ علی الحاج، مدیر کل نیروهای امنیت داخلی لبنان و ریموند عذار، مدیر سابق اطلاعات نظامی بودند که به درخواست دادستان و پیش از انجام محاکمه رسمی به دلیل فقدان مدارک آزاد شدند. در دادخواست، دادستان «ناسازگاری در اظهارات شاهدان کلیدی و عدم وجود شواهد تأیید کننده» را دلیل آزاد کردن این افراد دانست.
وزیر کشور سوریه، غازی کنعان، در سپتامبر ۲۰۰۵ توسط تیم دتلو ملیس به عنوان «شاهد» در این ترور بازجویی شد. کنعان هرگونه دخالت در این ترور را انکار کرد. در ۱۲ اکتبر، جنازه کنعان در دفتر خود در دمشق پیدا شد. " دولت سوریه گفت که این یک خودکشی بوده، هرچند برخی دیگر ادعا کردند که کنعان در یک اقدام وابسته به ترور حریری و رژیم سوریه، کشته شده است.
در ۳۰ دسامبر ۲۰۰۵، عبدالحلیم خدام، معاون رئیس‌جمهور پیشین سوریه در یک مصاحبه تلویزیونی نقش اسد را در این ترور نشان داد و گفت که اسد شخصاً در ماه‌های قبل از مرگ حریری وی را تهدید کرد. این مصاحبه باعث شد که نمایندگان مجلس سوری خواستار اتهام خیانت علیه خدام شوند.

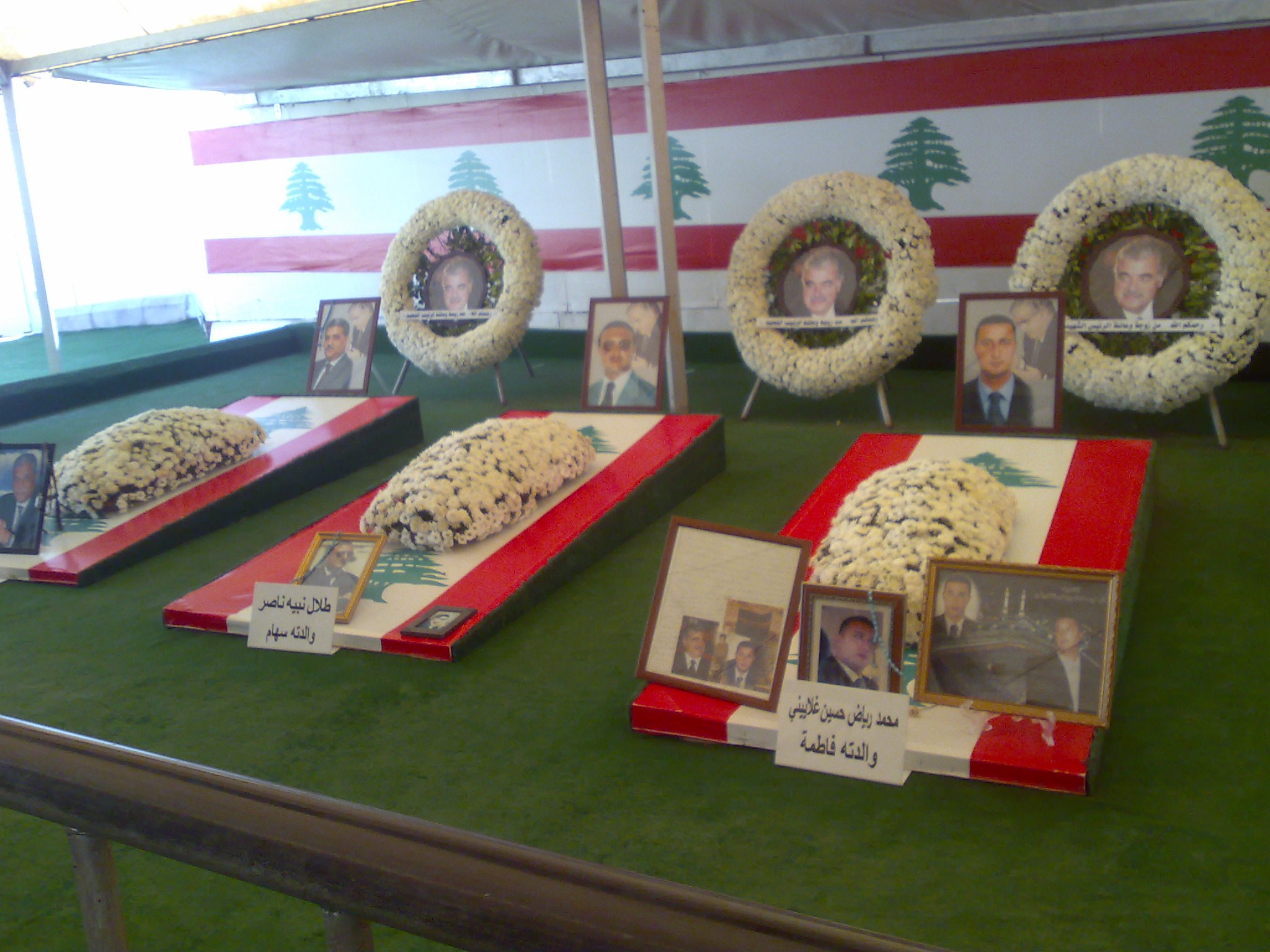
مزارمحافظان حریری

در ۱۸ دسامبر ۲۰۰۶، گزارش تحقیقات نشان داد که شواهد دی‌ان‌ای جمع‌آوری شده از صحنه جنایت نشان داد که این، یک حمله انتحاری توسط فردی جوان بود.
در ۲۸ مارس ۲۰۰۸، دهمین گزارش کمیسیون مستقل تحقیقات بین‌المللی سازمان ملل متحد، نشان داد که "شبکه ای از افراد به طور هماهنگ برای ترور رفیق حریری عمل کردند ".
شورای امنیت دستور تحقیق را که قرار بود در دسامبر ۲۰۰۸ پایان یابد، تا ۲۸ فوریه ۲۰۰۹ تمدید کرد.

## دادگاه ویژه سازمان ملل
دولت لبنان و سازمان ملل متحد با ایجاد دادگاه ویژه برای لبنان در سال ۲۰۰۷ موافقت کردند. با این وجود وقتی این توافق‌نامه برای تصویب به پارلمان لبنان ارسال شد رئیس مجلس از تشکیل مجلس برای رأی دادن به آن خودداری کرد. بنا به درخواست اکثریت اعضای پارلمان لبنان و نخست‌وزیر، شورای امنیت سازمان ملل قطعنامه ۱۷۵۷ را با اجرای توافق تصویب کرد.
به دلایل امنیتی، کارایی اداری و انصاف، دادگاه در خارج از لبنان، در لیدزندام، در حومه لاهه هلند، برگزار شد. محل دادگاه دفتر مرکزی سابق سرویس اطلاعات و امنیت عمومی هلند بود. هلند با میزبانی دادگاه در ۲۱ دسامبر ۲۰۰۷ موافقت کرد. هرچند دادگاه در ۱ مارس ۲۰۰۹ افتتاح شد.
این دادگاه اولین دادگاه بین‌المللی بود که به جرم مشخص تروریسم تشکیل گردید.
در تاریخ ۲۹ آوریل ۲۰۰۹، به دنبال درخواست دادستان دانیل بللمار، قاضی پیش از محاکمه تعیین کرد که چهار مظنون دستگیر شده در طول تحقیقات را نمی‌توان «به عنوان مظنونین یا افراد متهم در دادرسی در حال تعقیب قبل از دادگاه» در نظر گرفت و دستور بی قید و شرط آزادی آنها را صادر کرد. 
در ۳۰ ژوئن ۲۰۱۱، هاآرتص گزارش داد که دیوان کیفرخواست‌های دادخواست عمومی چهار عضو حزب‌الله لبنان و یک فرد خارجی را به دادستان کل لبنان ارسال کرده‌است. کیفرخواست‌ها توسط نمایندگان دادگاه بین‌المللی دادگستری در لاهه تحویل داده شدند.
یکی از چهره‌های برجسته دیوان ویژه سرتیپ لبنانی وسام الحسن بود. در ۱۹ اکتبر ۲۰۱۲، الحسن در اثر انفجار ماشین در منطقه اشرفیه بیروت ترور شد.

## حزب‌الله
دبیرکل حزب‌الله حسن نصرالله در اوت سال ۲۰۱۰، در پاسخ به ابلاغیه مبنی بر اینکه دادگاه سازمان ملل برخی اعضای حزب‌الله را محکوم خواهد کرد، گفت که اسرائیل به دنبال راهی برای ترور حریری از اوایل سال ۱۹۹۳ بود تا بتواند هرج و مرج سیاسی ایجاد کند که سوریه را مجبور کند پس از ترور از لبنان عقب‌نشینی کند و یک جو ضد سوریه را در لبنان به وجود آورد.. سعد حریری، پسر رفیق حریری نیز از سازمان ملل درخواست کرد تحقیقات مستدل در جهت تعیین نقش حزب الله به عمل آید. 

## عواقب بعدی
حریری در بین رهبران بین‌المللی محبوبیت داشت. به عنوان مثال، وی دوست نزدیک رئیس‌جمهور فرانسه ژاک شیراک به شمار می آمد. و به دلیل روابط وی با اتحادیه اروپا و غرب، کمتر کسی احساس خطر می‌کرد. شیراک یکی از نخستین مقامات خارجی بود که به‌طور حضوری در خانه خود در بیروت به بیوه حریری تسلیت گفت. دادگاه ویژه لبنان نیز به همت وی ایجاد شد.
پس از مرگ حریری، چندین بمبگذاری و ترور علیه چهره‌های ضد سوریه انجام شد. مانند سمیر قصیر، جورج هاوی، جبران توینی، پیر امین جمیل و ولید ایدو بود. اقدام به ترور علیه الیاس مور، مای چیدیاک و سمیر شهاد (که در حال تحقیق دربارهٔ مرگ حریری بود) نیز انجام شد.

## کتابشناسی - فهرست کتب
- یورگن قابیل : مرگ حریری: Unterdrückte Spuren im Libanon، ۲۰۰۶، شابک ‎۳-۸۹۷۰۶-۸۶۰-۵
- یورگن قابیل : لتیل الحریری. Adellah Machfiyyah، ۲۰۰۶، شابک ‎۳-۸۹۷۰۶-۹۷۳-۳
- نیکلاس بلانفورد: کشتن آقای لبنان: ترور رفیق حریری و تأثیر آن بر خاورمیانه، ۲۰۰۶، شابک ‎۱-۸۴۵۱۱-۲۰۲-۴